# NGC 3823/1
NGC 3823/1 је елиптична галаксија у сазвежђу Пехар која се налази на NGC листи објеката дубоког неба.
Деклинација објекта је - 13° 52' 0" а ректасцензија 11h 42m 15,1s. Привидна величина (магнитуда) објекта NGC 3823 износи 12,7 а фотографска магнитуда 13,7. NGC 38231 је још познат и под ознакама MCG -2-30-17, PGC 36331.